# Ґодлаукіс
Ґодлаукіс (Godlaukis) — село у Литві, Расейняйський район, Шілувське староство, розташоване за 16 км від села Шілува. 2001 року в Ґабшяї проживало 25 людей. Неподалік розташоване село Жалпяй.

## Принагідно
- Мапкарта

| Литва | Це незавершена стаття з географії Литви. Ви можете допомогти проєкту, виправивши або дописавши її. |